# 布氏尖棘鯛
布氏尖棘鯛（学名：Howella atlantica）為輻鰭魚綱鱸形目鱸亞目尖棘鯛科的一種亞熱帶海水魚，其种加词“atlantica”意为“大西洋的”。分布於大西洋，從冰島至巴西、幾內亞灣海域，深度100-1100公尺，體長可達10.9公分，棲息在中層水域，生活習性不明。